# Kreimbach-Kaulbach
Kreimbach-Kaulbach ist eine Ortsgemeinde im Landkreis Kusel in Rheinland-Pfalz. Sie gehört der Verbandsgemeinde Lauterecken-Wolfstein an.

## Geographie
Die Ortsgemeinde liegt an der Lauter südöstlich des Königsbergs im Nordpfälzer Bergland. Zur Gemeinde gehören neben den beiden namensgebenden Ortsteilen auch die Wohnplätze Fabrik Schmeißbacher Mühle, Wallackerhof und Winterbach.

## Geschichte
Kreimbach wurde 1309 erstmals urkundlich erwähnt, Kaulbach im Jahr 1437. Die Orte gehörten zur Kurpfalz.
Am 7. Juni 1969 wurde die Gemeinde Kreimbach-Kaulbach aus den bis dahin eigenständigen Gemeinden Kreimbach und Kaulbach neu gebildet.

## Politik

### Bürgermeister
Thorsten Sauer wurde 2024 Ortsbürgermeister von Kreimbach-Kaulbach.
Sein Vorgänger war Werner Gillmann seit September 2019. Bei der Wiederholungswahl am 8. September 2019 war er mit einem Stimmenanteil von 69,4 % für fünf Jahre gewählt worden. Diese Abstimmung war notwendig geworden, weil bei der Direktwahl am 26. Mai 2019 der bisherige Amtsinhaber und einzige Kandidat Karl Barthel keine ausreichende Mehrheit für eine Wiederwahl erreicht hatte.

## Verkehr
Durch Kreimbach-Kaulbach führt die Bundesstraße 270. Im Ort gibt es einen Haltepunkt der Lautertalbahn.

## Wallfahrtsstätte
Der Ortsteil Kaulbach zählt zu den offiziellen Pilgerstätten des zuständigen Bistums Speyer. Auf dem dortigen Kapellenberg (Kapellenweg) stiftete 1875 der langjährige Wolfsteiner Pfarrer Philipp Hammer, der auch religiöser Schriftsteller war, aus den Tantiemen seiner Bücher die Kirche Maria Hilf und begründete eine Wallfahrt. Dekan Hammer, seinerzeit ein deutschlandweit bekannter Redner auf katholischen Großveranstaltungen (Katholikentagen etc.), liegt bei der Kapelle begraben. Zu seinen Lebzeiten kam dorthin öfter auch sein Studienfreund, der Trierer Bischof Felix Korum, um zu predigen bzw. Gottesdienste zu halten.

## Persönlichkeiten

### Ehrenbürger der Gemeinde
- Ernst Christmann (1885–1974), Lehrer, Volkskundler, Namenforscher und Mundartdichter
- Klaus Pfleger (1925–2003), langjähriger Ortsbürgermeister von 1969 bis 1989

### Söhne und Töchter der Gemeinde
- Ernst Christmann (1885–1974), Lehrer, Volkskundler, Namenforscher und Mundartdichter, Autor des Pfälzischen Wörterbuches

### Personen, die vor Ort gewirkt haben
- Philipp Hammer (1837–1901), Geistlicher, Erbauer der Herz-Mariä-Wallfahrtskirche „Maria Hilf“ zu Kaulbach und Stifter einer Wallfahrt daselbst